# Иван Кунов
Хаджи Иван Хадживълчев Кунов е български политик, кмет на Видин.

## Биография
Роден е на 20 май 1856 г. във видинското село Раковица. Два пъти е кмет на Видин от 25 септември до 12 ноември 1903 г. и от 6 юли 1905 до май 1908 г. е кмет на Видин. Умира на 15 декември 1936 г. в град София. На негово име е наречена улица във Видин.